# Edward Żur
Edward Żur (ur. 1 września 1923 w Wolbromiu, zm. 10 stycznia 1999) – polski hutnik i polityk komunistyczny, przewodniczący prezydium Miejskiej Rady Narodowej w Zawierciu w 1956 roku.

## Biografia
Syn Franciszka. Ukończył szkołę powszechną przed 1939 rokiem. W trakcie II wojny światowej przebywał na robotach przymusowych w III Rzeszy. Po zakończeniu wojny wrócił do Wolbromia, a następnie podjął pracę w Gdyni jako palacz kotłowy. W 1947 roku przeprowadził się do Sosnowca i rozpoczął pracę jako drugi wytapiacz w Sosnowieckiej Odlewni Staliwa. Wstąpił wówczas także do Polskiej Partii Robotniczej, a w 1948 roku wraz z nią do Polskiej Zjednoczonej Partii Robotniczej. Od sierpnia 1951 do maja 1952 był słuchaczem Wojewódzkiej Szkoły Partyjnej w Katowicach. W 1952 roku rozpoczął pracę w Hucie Zawiercie, ponadto w Komitecie Miejskim PZPR w Sosnowcu instruktorem Wydziału Propagandy i referentem Wydziału Ekonomicznego. W następnym roku przeszedł na funkcję I sekretarza Komitetu Zakładowego partii w Hucie Zawiercie, będąc nim do 1956 roku, w którym pełnił funkcję przewodniczącego prezydium Miejskiej Rady Narodowej.
Pochowany wraz z żoną Franciszką na cmentarzu parafii św. Barbary w Sosnowcu.